# Goniosoma spelaeum
Goniosoma spelaeum is een hooiwagen uit de familie Gonyleptidae.